# Picture Play
Picture Play – amerykański tygodnik, skupiający się na przemyśle filmowym, publikowany nakładem nowojorskiego wydawnictwa Street & Smith. Pierwszy numer ukazał się na rynku 10 kwietnia 1915. Pod koniec roku nazwę pisma zmieniono na „Picture-Play Magazine”, a od marca 1916 był wydawany jako miesięcznik. W 1927 przyjął ostateczną nazwę „Picture Play”. Ukazywał się do 1941, kiedy to połączył się z magazynem „Charm”.

## Historia
„Picture-Play Weekly” rozpoczął działalność jako tygodnik 10 kwietnia 1915. Pod koniec roku jego nazwę zmieniono na „Picture-Play Magazine”. W marcu 1916 magazyn zmienił również częstotliwość wydawania z tygodnika na miesięcznik. Kolejna zmiana miała miejsce w maju 1927, kiedy to skrócono tytuł i usunięto myślnik, przyjmując ostateczną nazwę „Picture Play”. Pismo ukazywało się nakładem nowojorskiego wydawnictwa Street & Smith, a redaktorem naczelnym był Charles Gatchell, który zaczynał jako rysownik i był znany ze swojego obrazkowego stylu.
Do 1917 gazeta osiągnęła stały nakład sprzedaży na poziomie 200 tys. egzemplarzy. Wraz z pismami „Photoplay”, „Screen Play” i „Screen Romances”, „Picture Play” był jednym z bardziej pamiętnych magazynów filmowych pierwszej połowy XX wieku.
Gazeta zakończyła działalność w 1941, po połączeniu się z magazynem „Charm”.

## Galeria

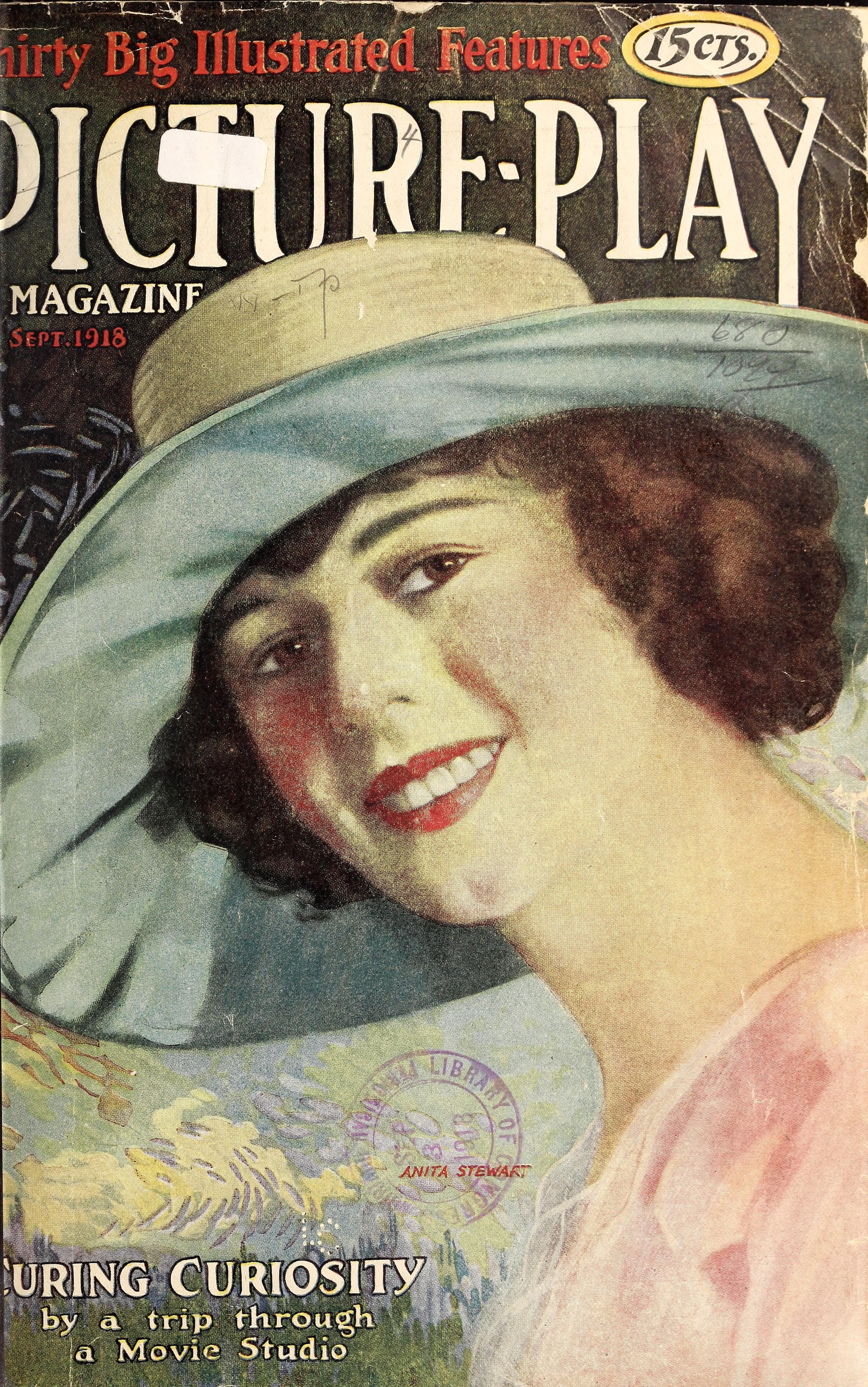
Anita Stewart (wrzesień 1918)
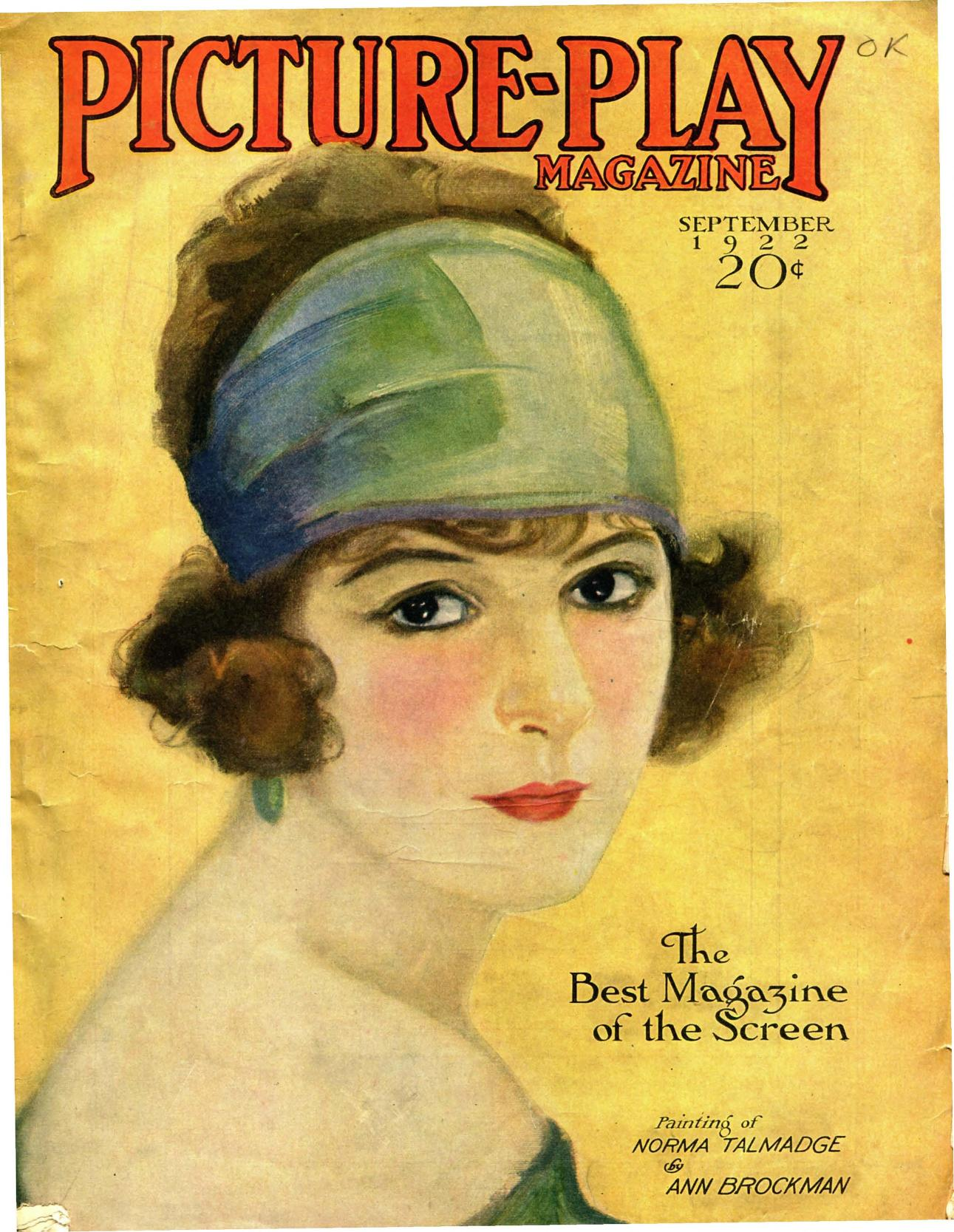
Norma Talmadge (wrzesień 1922)
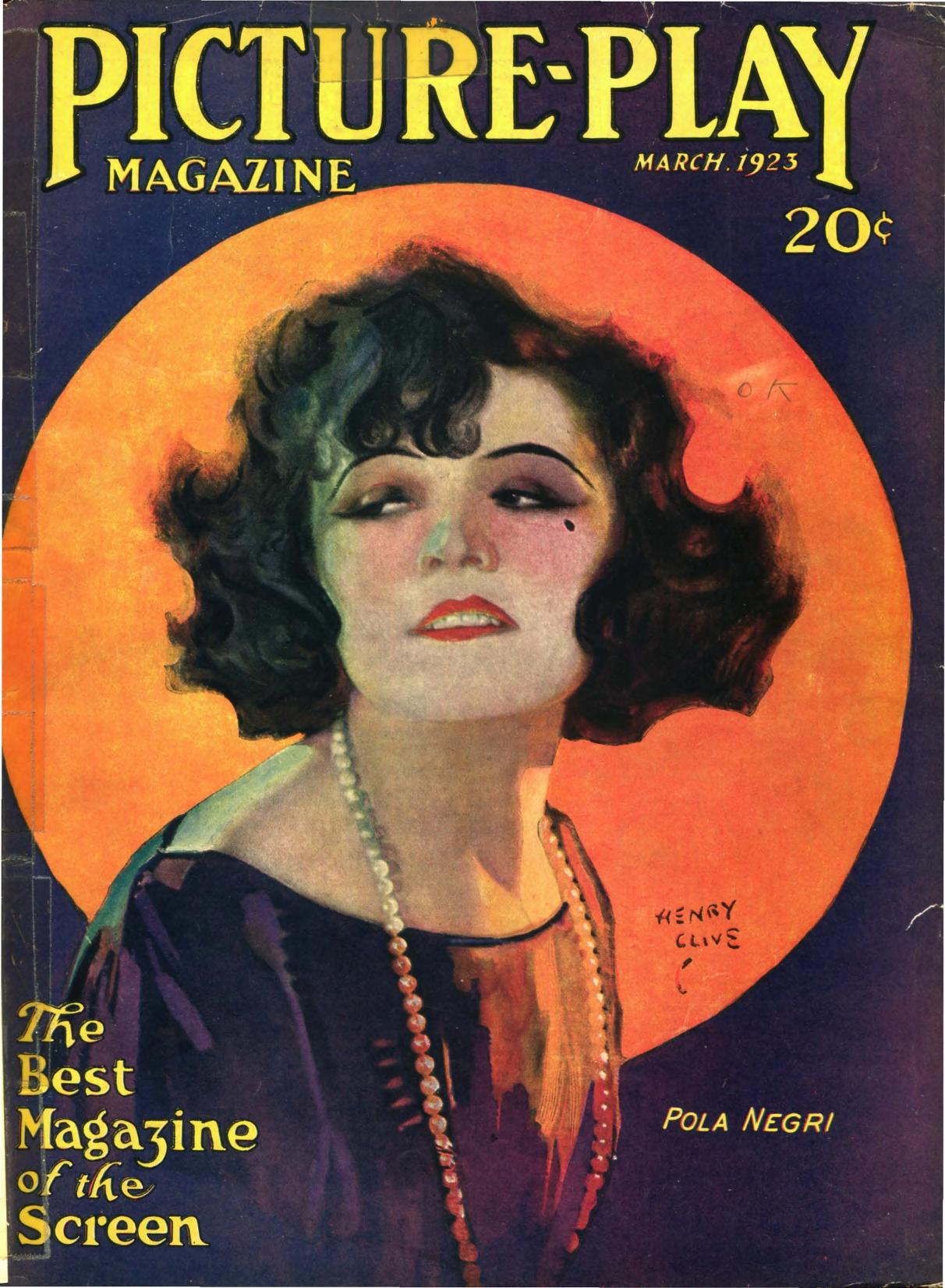
Pola Negri (marzec 1923)
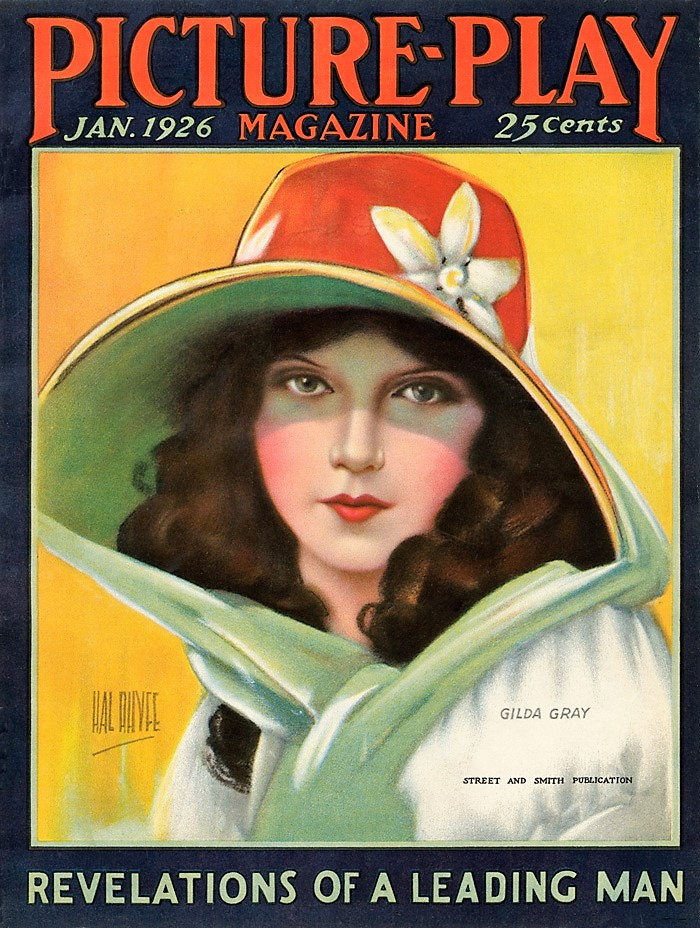
Gilda Gray (styczeń 1926)
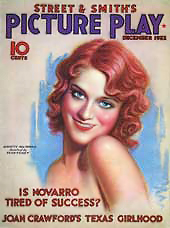
Jeanette MacDonald (grudzień 1932)
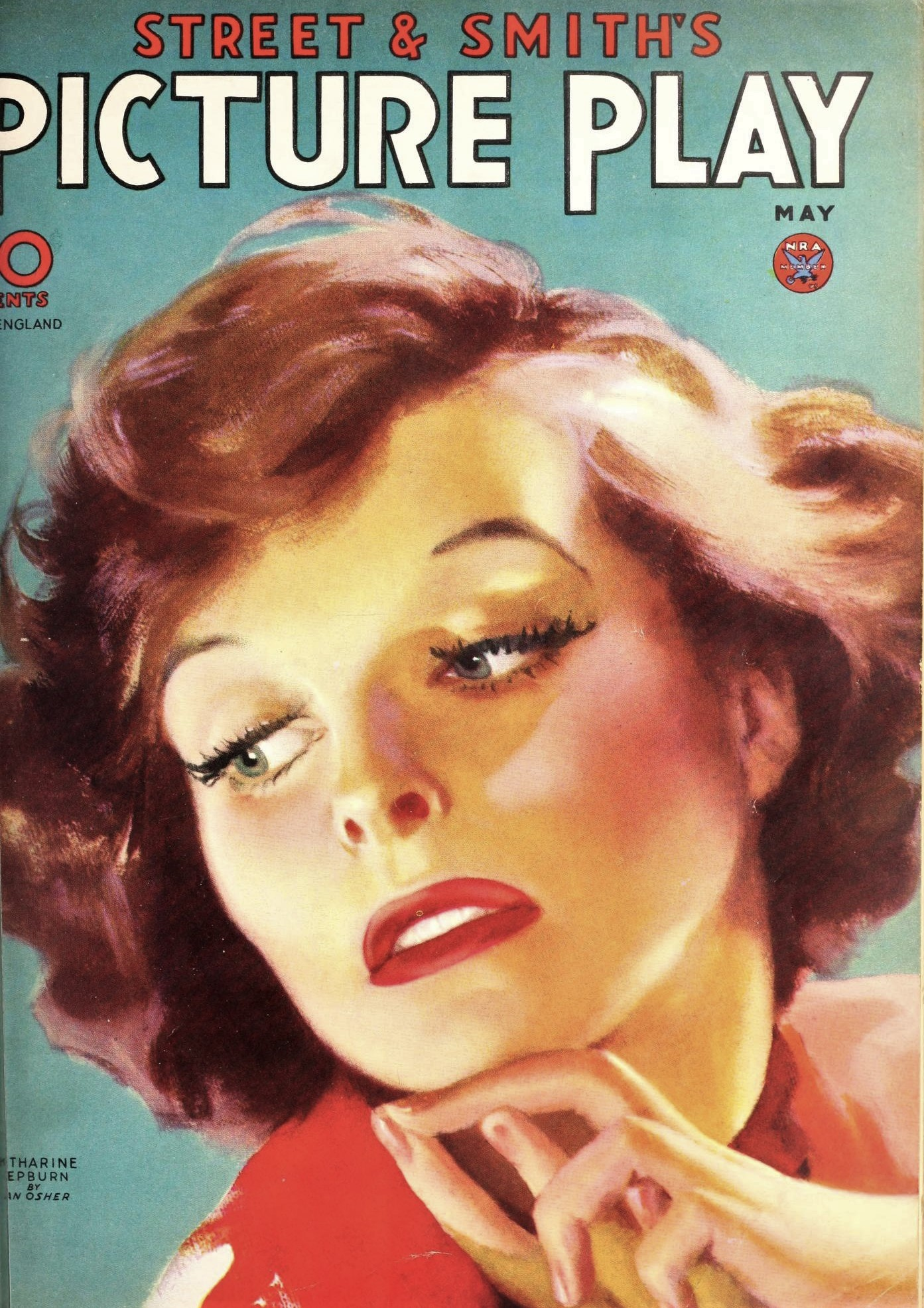
Katharine Hepburn (maj 1934)
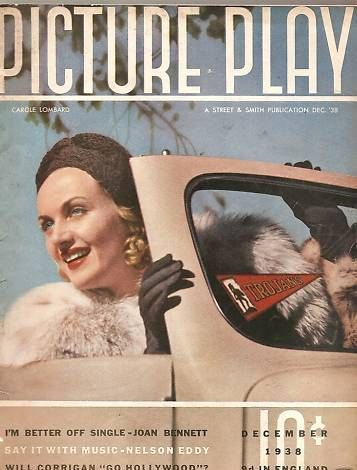
Carole Lombard (grudzień 1938)
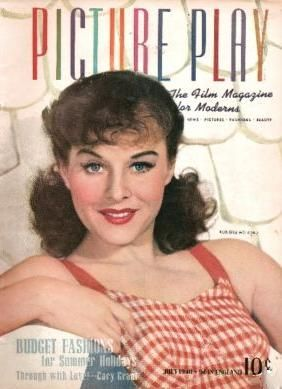
Paulette Goddard (lipiec 1940)